# Esperança Esteve i Ortega
Esperança Esteve i Ortega (Barcelona, 30 de gener de 1951) és una treballadora social, professora i política catalana, que ha estat diputada al Congrés dels Diputats en la VIII, IX i X Legislatures.

## Biografia
Diplomada en Treball Social per la Universitat de Barcelona, en Funció Gerencial d'Administracions Públiques per ESADE i en Direcció i administració d'Empreses a FUNDEMI-IQS. És Vicepresidenta i Directora de la Fundació Cors Units
Ha treballat com a directora de l'Àrea de Serveis a la Persona i Sostenibilitat, Comissionada per l'Ajuntament per a temes d'Immigració, en l'Ajuntament de Santa Coloma de Gramenet. És professora de la Fundació Pere Tarrés a la Universitat Ramon Llull. També exerceix de professora col·laboradora de diverses organitzacions i universitats.
Ha estat presidenta del Col·legi Oficial de Treball Social de Catalunya entre els anys 1991 i 1996, directora de la Fundació Ajuda i Esperança -que presta el servei del Telèfon de l'Esperança- vicepresidenta de la Fundació Cors Units de l'Hospital de la Santa Creu i Sant Pau de Barcelona.
Ha estat membre de l'Executiva Federal del PSOE, del Consell Nacional del PSC i de l'Executiva de Santa Coloma de Gramenet. Membre de la Junta de Govern FUNDEMI-IQS (Universitat Ramon Llull), vocal del Patronat de la Fundació Trinijove, membre del Consell Assessor de la Fundació Pere Tarrés i vocal del Patronat de la Fundació Torres Gasset. Fou escollida diputada per la província de Barcelona a les eleccions generals espanyoles de 2004, 2008 i 2011, on ha estat, entre altres càrrecs, vocal de la "delegación española" en el Grup d'Amistat amb el Marroc.